# Iain Henderson
(William) Iain Henderson (Craigavon, 21 de febrero de 1992) es un jugador de rugby irlandés que juega para la Selección de rugby de Irlanda y se desempeña como segunda línea o Ala, y actualmente (2015) juega con Ulster.
Henderson comenzó su carrera rugbística con la Belfast Royal Academy en la que destacó en las edades inferiores, e incluyendo el primer XV de la escuela donde los llevó a la final de la Ulster Schools' Cup en 2010.
Henderson ha representado a Irlanda en los niveles sub-19 y sub-20 y recibió una llamada para la selección absoluta el 28 de octubre.
En la época en que jugó Irlanda sub-20, contribuyó a asegurar la quinta plaza en el Campeonato Mundial de Rugby Juvenil de 2012 ayudando al equipo a derrotar a Sudáfrica, Inglaterra y Francia.
El 10 de noviembre de 2012, hizo su debut senior para Irlanda en la derrota, en los tests de fin de año de 2012, contra Sudáfrica en el Aviva Stadium.
Seleccionado para formar parte de la selección irlandesa de la Copa Mundial de Rugby de 2015, salió de titular en el primer partido del grupo, y logró un try en la primera parte, contribuyendo así a la victoria de su equipo 50-7 contra Canadá. Fue elegido "Hombre del partido" (Man of the Match) en el Irlanda-Italia de la fase de grupos.

## Palmarés y distinciones notables
- Campeón del Torneo de las Seis Naciones 2014, 2015 y 2018.
- Seleccionado por los British and Irish Lions para la gira de 2017 en Nueva Zelanda[7]
- Seleccionado por los British and Irish Lions para la gira de 2021 en Sudáfrica [8]